# Нехаєв Ігор Дмитрович
Ігор Дмитрович Нехаєв (нар. 20 грудня 1999, Донецьк, Україна, Україна) — український футболіст, нападник клубу «ТСК-Таврія» (Сімферополь).

## Життєпис
Народився в Донецьку, в ДЮФЛУ з 2012 по 2016 рік виступав у «Олімпіку» (Донецьк), «Сталі» (Алчевськ), УФК (Дніпропетровськ) та «Дніпро» (Дніпропетровськ).
Влітку 2016 року Нехаєв підписав контракт з кам'янською «Сталю» й розпочав свої виступи в молодіжному чемпіонаті України. Дебютував за першу команду 12 серпня 2017 року в поєдинку української Прем'єр-ліги проти полтавської «Ворскли».